# Stilbia anomala
Stilbia anomala là một loài bướm đêm thuộc họ Erebidae. Loài này có ở miền tây châu Âu.
Sải cánh dài 29–36 mm. Con trưởng thành bay từ tháng 8 đến tháng 9.
Ấu trùng ăn nhiều loại cỏ, bao gồm Deschampsia flexuosa.

## Hình ảnh

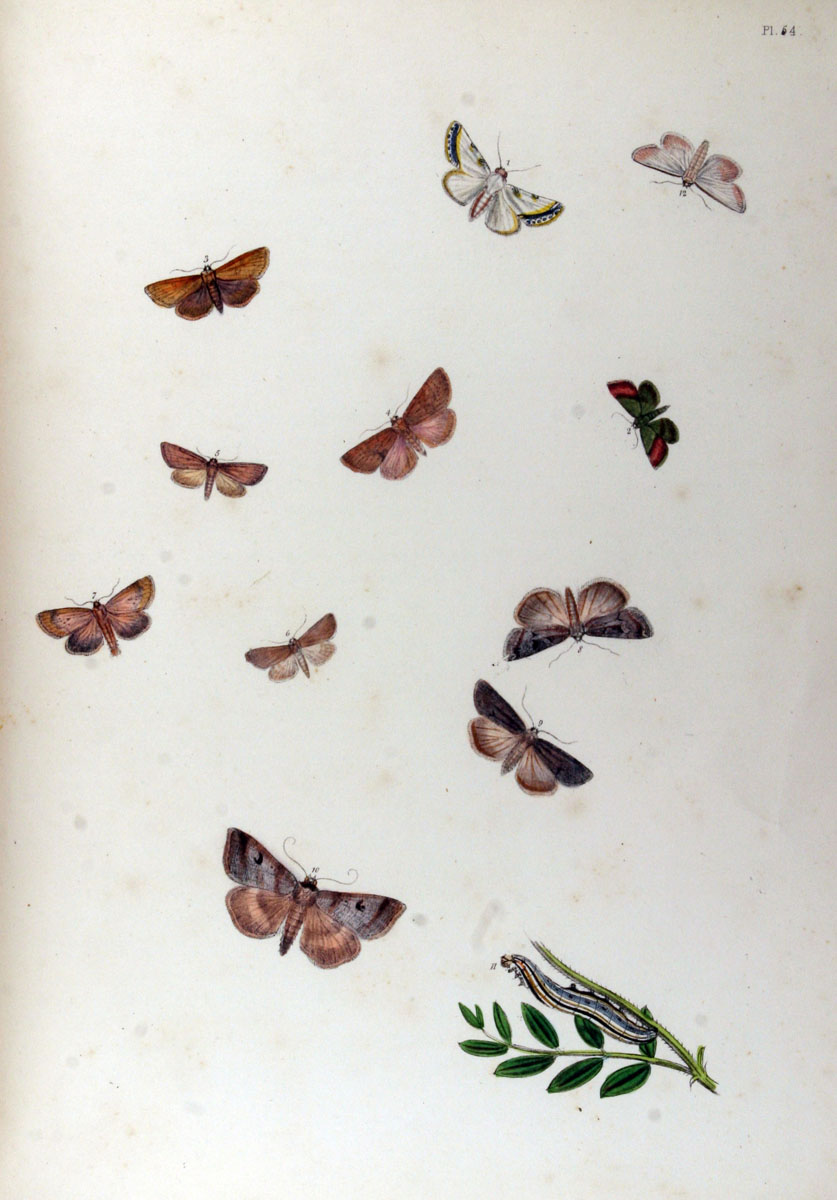
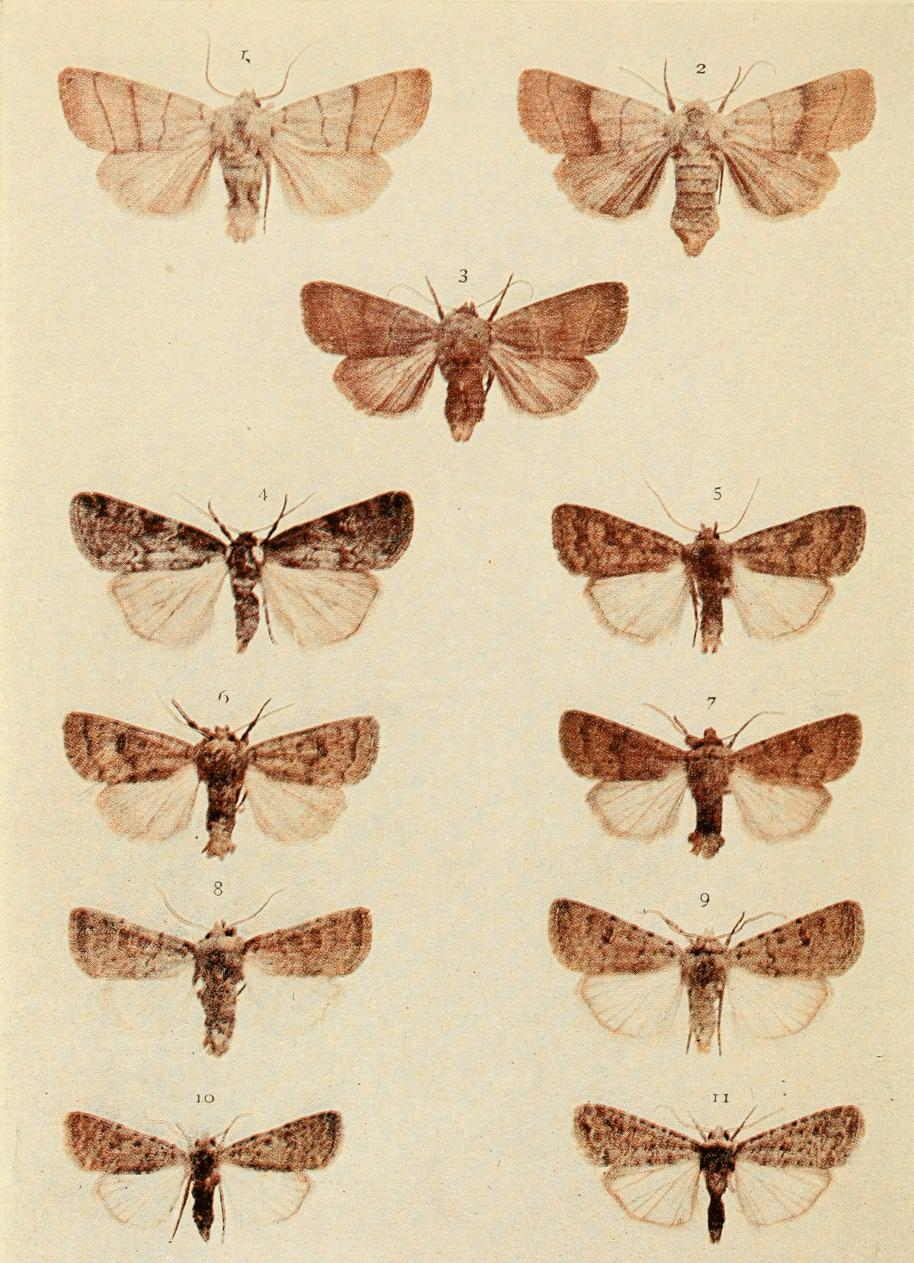
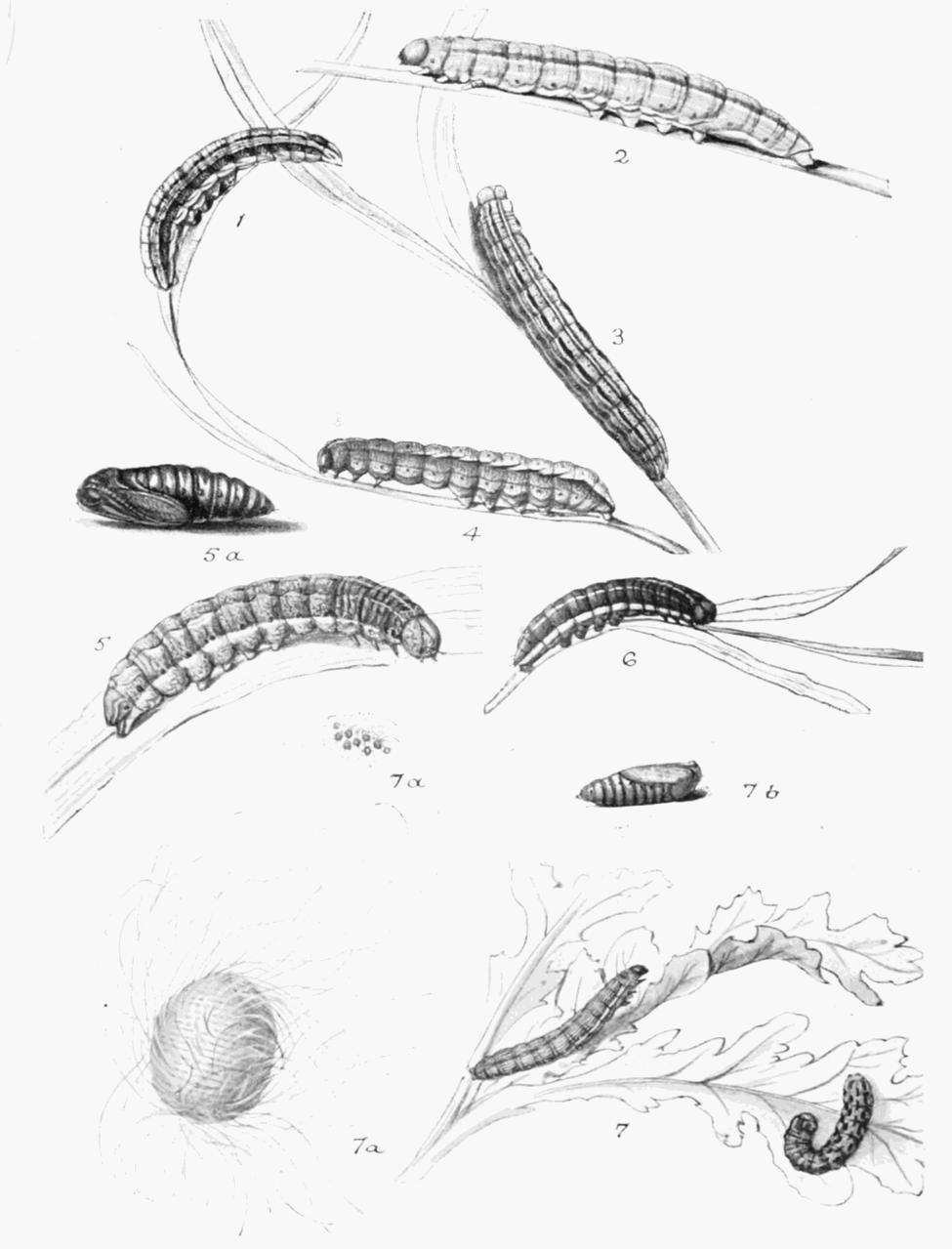